# Eurhadina angulata
Eurhadina angulata är en insektsart som beskrevs av Rauno E. Linnavuori 1962. Eurhadina angulata ingår i släktet Eurhadina och familjen dvärgstritar.
Artens utbredningsområde är Israel. Inga underarter finns listade i Catalogue of Life.